# 罗布·爱泼斯坦
罗布·爱泼斯坦（英語：Robert Epstein）是一位美国非虚构电影制作人、导演、编剧和剪辑。他拍摄的《哈维·米尔克的时代》和《人人手中線：愛滋被單的故事》（Common Threads: Stories from the Quilt）均获奥斯卡最佳纪录片奖。他还获得过四次艾米奖、三次皮博迪奖、两次哥伦比亚大学电视新闻奖、一次古根海姆基金奖。
他有不少電影都與謝菲·費烈曼（Jeffrey Friedman）合作導演。

## 作品
- 《哈维·米尔克的时代》
- 《人人手中線：愛滋被單的故事》（Common Threads: Stories from the Quilt）
- 《活著就是為了作證》
- 《電影中的同志》
- 《詩吼》
- 《深喉女神》（Lovelace）